# Archives of Virology
Archives of Virology es una revista científica revisada por pares que cubre la investigación en virología. Es publicada por Springer Science+Business Media y es la revista oficial de la División de Virología de la Unión Internacional de Sociedades Microbiológicas . Se estableció en 1939 como Archiv für die gesamte Virusforschung y obtuvo su título actual en 1975. Según Journal Citation Reports, la revista tiene un factor de impacto de 2.574 en 2020.

## Métricas de revista
2022
- Web of Science Group : 2.574
- Índice h de Google Scholar: 117
- Scopus: 2.677